# Rattenkängurus

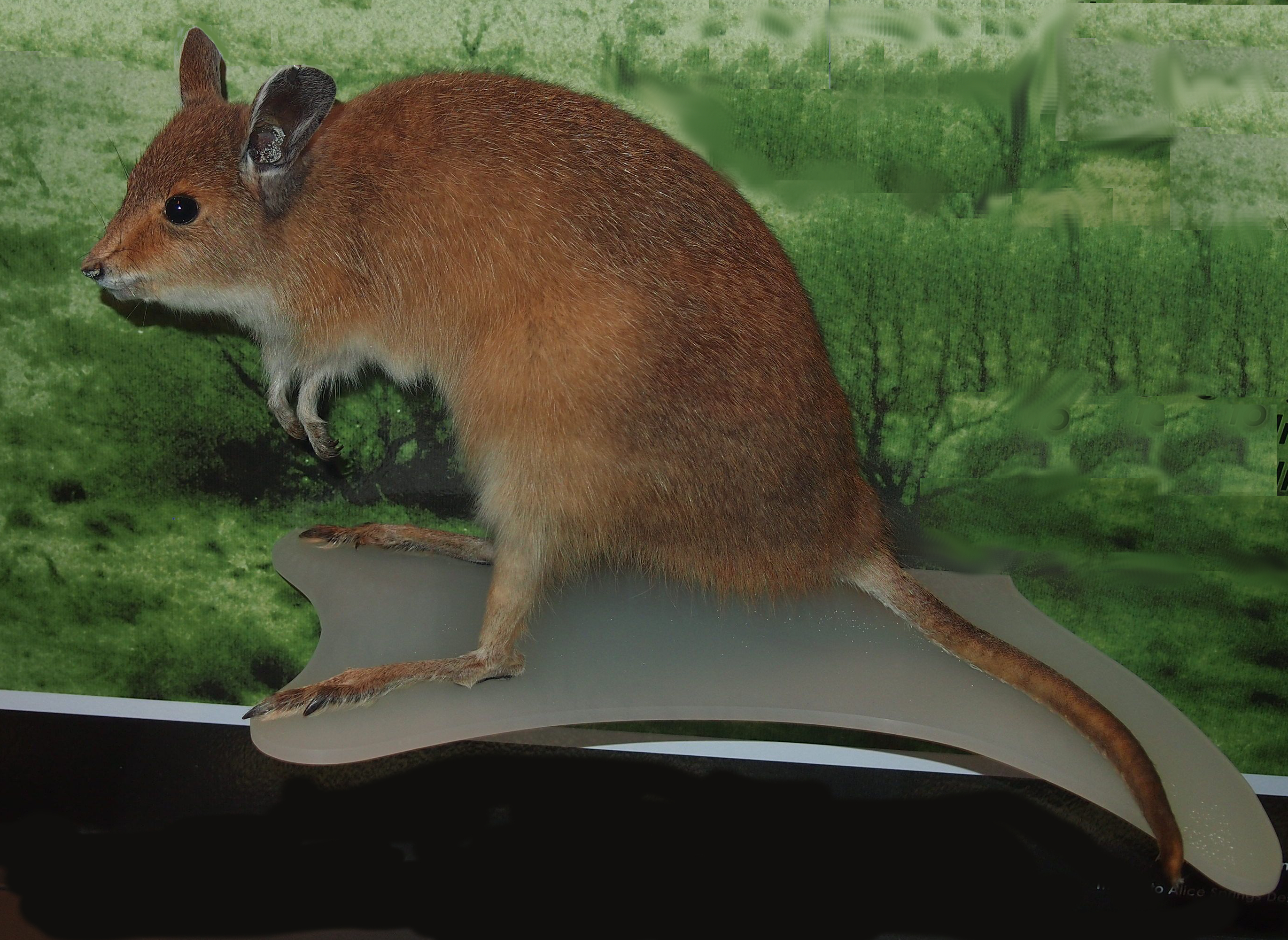
Nacktbrustkänguru (Caloprymnus campestris), ausgestopftes Exemplar

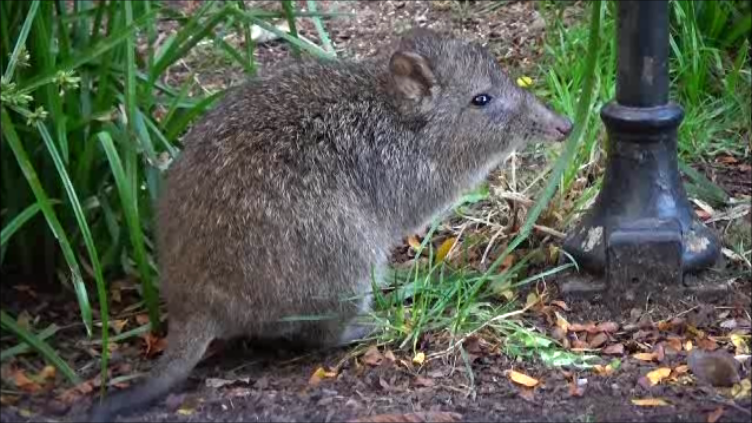
Langschnauzen-Kaninchenkänguru (Potorous tridactylus)

Die Rattenkängurus (Potoroidae) (nicht zu verwechseln mit den Kängururatten) sind eine Familie aus der Ordnung der Diprotodontia. Sie sind eng mit den eigentlichen Kängurus verwandt und wurden früher als eine Unterfamilie dieser Gruppe betrachtet. Jedoch unterscheiden sie sich in einigen Aspekten (vor allem in der Ernährung) erheblich von diesen. Die Familie umfasst zehn Arten, von denen zwei bereits ausgestorben sind.

## Verbreitung
Rattenkängurus zählen zu den typischen Vertretern der Fauna Australiens. Früher waren Rattenkängurus über fast ganz Australien verbreitet. In großen Teilen ihres ursprünglichen Lebensraumes wurden sie jedoch ausgerottet, sodass sie nur mehr in vereinzelten, oft getrennten Gebieten vorkommen.

## Beschreibung
Rattenkängurus ähneln in ihrem Körperbau den eigentlichen Kängurus. Wie diese haben sie große Hinterbeine und kleine Vorderbeine, jedoch ist der Größenunterschied meist geringer als bei ihren Verwandten. Die Fellfarbe variiert je nach Lebensraum von gelblich-sandfarben über grau bis braun. Sie erreichen eine Kopf-Rumpf-Länge von 20 bis 52 cm, der Schwanz ist 25 bis 40 cm lang. Das Gewicht beträgt 0,5 kg bei der kleinsten Art bis zu 3 kg beim Roten Rattenkänguru.

## Lebensweise
Rattenkängurus sind nachtaktiv und bewohnen lichte Wälder oder zumindest baumbestandene Gebiete. Sie verbringen die Ruhephasen in Nestern; diese bauen sie aus Gräsern und Zweigen in hohlen Baumstämmen oder unter überhängenden Ästen, wobei sie das Baumaterial mit ihrem zusammengerollten Schwanz transportieren. Manchmal beziehen sie auch verlassene Erdbaue anderer Tierarten. Rattenkängurus sind generell Einzelgänger, manchmal finden sie sich in kleinen Gruppen zusammen, diese sind jedoch unstrukturiert und kurzlebig.
Wie die eigentlichen Kängurus kennen auch sie zwei Fortbewegungsarten: bei niedriger Geschwindigkeit (zum Beispiel bei der Nahrungssuche) benutzen sie alle vier Gliedmaßen, wenn sie schnell sein müssen (zum Beispiel auf der Flucht), so hüpfen sie nur mit ihren kräftigen Hinterbeinen.

## Nahrung
Bei der Ernährung gibt es die größten Unterschiede zu den eigentlichen Kängurus: Rattenkängurus sind Allesfresser, auf ihrem Speiseplan stehen Pilze, Knollen, Samen, aber auch Insekten, deren Larven und Würmer. Grüne Pflanzen nehmen sie kaum zu sich, dementsprechend einfach gebaut sind ihre Mägen. Rattenkängurus benötigen kaum bis gar kein Wasser; die notwendige Flüssigkeit beziehen sie aus der Nahrung.

## Fortpflanzung
Rattenkängurus haben gut entwickelte, nach vorne geöffnete Beutel mit vier Zitzen. Die Paarung kann das ganze Jahr über stattfinden, nach 21- bis 24-tägiger Tragzeit kommen ein bis zwei Jungtiere zur Welt. Diese verbringen die ersten Lebensmonate im Beutel der Mutter, mit vier Monaten verlassen sie diesen, mit sechs Monaten werden sie entwöhnt und mit rund einem Jahr sind sie geschlechtsreif.
Wie bei den eigentlichen Kängurus gibt es auch bei ihnen eine verzögerte Geburt: Unmittelbar nach der Geburt paart sich das Weibchen erneut, der neue Embryo wächst jedoch erst heran, wenn das alte Jungtier den Beutel verlassen hat (oder stirbt). So können sie in rascher Folge Jungtiere zur Welt bringen und können drei Jungtiere gleichzeitig großziehen: ein ungeborenes, eins im Beutel und eins außerhalb des Beutels.
Die Lebenserwartung der Rattenkängurus beträgt in der Natur rund vier bis acht Jahre, Exemplare in Gefangenschaft wurden bis zu zwölf Jahre alt.

## Bedrohung
Rattenkängurus haben stärker unter der Ankunft der Europäer in Australien gelitten als andere Beuteltiere. Die Umwandlung ihres Lebensraumes in Weideland für Schafe und Rinder und die Nachstellung durch eingeschleppte Räuber wie Füchse und Katzen haben viele Arten stark dezimiert. Zwei Arten sind unwiederbringlich verloren, einige weitere bedroht.

## Systematik
Rattenkängurus bilden gemeinsam mit dem Moschusrattenkänguru und den Kängurus die Überfamilie Macropodoidea innerhalb der Diprotodontia. Sie werden in vier Gattungen unterteilt:
- Rotes Rattenkänguru (Aepyprymnodon rufescens)
- Bürstenkängurus (Bettongia), sechs Arten, (davon 1 †)
- Nacktbrustkänguru (Caloprymnus campestris) †
- Kaninchenkängurus (Potorous), vier Arten (davon 1 †)

Traditionell wird auch das Moschusrattenkänguru (Hypsiprymnodon moschatus) zu den Rattenkängurus gezählt. In kladistischen Verwandtschaftsanalysen (unter Einschluss) der rezenten Känguruartigen (Macropodoidea) bildet es jedoch das Schwestertaxon aller übrigen Vertreter dieser Gruppe und wird deshalb heute eher in eine eigene Familie, die Hypsiprymnodontidae, gestellt.
Kurz nach seiner Entdeckung wurde auch das miozäne „Riesenrattenkänguru“ Ekaltadeta noch den Rattenkängurus zugewiesen. Dieses gilt nunmehr, ebenfalls infolge kladistischer Analysen, entweder als näher mit dem Moschusrattenkänguru oder aber mit anderen, rein fossilen Formen verwandt als mit den eigentlichen Rattenkängurus. Ähnliches gilt für die plio-pleistozänen „Riesenrattenkängurus“ der Gattung Propleopus.